# Gregory Sun
Gregory Sun (Port of Spain, 10 agosto 1962) è un ex bobbista trinidadiano.
Specialista del bob a due, ha rappresentato il suo paese a tre edizioni dei giochi olimpici: Lillehammer 1994, Nagano 1998 e Salt Lake City 2002, nelle prime due occasioni in coppia con Curtis Harry, mentre a Salt Lake City assieme a lui si alternarono Andrew McNeilly ed Errol Aguilera. La squadra trinidadiana chiuse al 32º posto a Nagano ed al 37° sia a Lillehammer che a Salt Lake City.
Sun è stato il portabandiera alla cerimonia di apertura sia nel 1994 che nel 2002.